# Franz Conrad von Hötzendorf
Franz Conrad von Hötzendorf (Penzing, 11 novembre 1852 – Bad Mergentheim, 25 agosto 1925) è stato un feldmaresciallo austro-ungarico.
Fu il capo di stato maggiore dell'esercito austroungarico, consigliere di Francesco Ferdinando d'Asburgo-Este ed acceso sostenitore della guerra contro la Serbia e dell'alleanza con la Germania. Noto per la sanguinosa repressione negli scioperi triestini del 1902 e per la forte ostilità nei confronti degli italiani, che considerava la causa della decadenza dell'Impero austro-ungarico, nel 1916 fu lo stratega dell'offensiva di primavera sugli altopiani vicentini, poi arenatasi a seguito dell'offensiva Brusilov.

## Biografia

### I primi anni e l'inizio della carriera

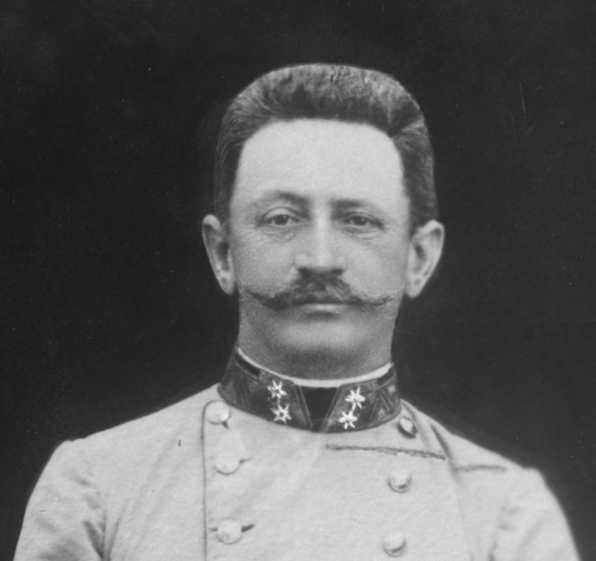
Franz Conrad von Hötzendorf in una fotografia del 1906

Franz Conrad von Hötzendorf nacque l'11 novembre 1852 a Penzing, piccolo villaggio divenuto poi un sobborgo di Vienna. Suo nonno era stato creato barone (in tedesco Freiherr) nel 1810, scegliendo come predicato nobiliare il cognome della moglie, originaria del Palatinato, appunto "von Hötzendorf". Il padre, originario del sud della Moravia, era un colonnello degli ussari in pensione ed aveva partecipato alle guerre napoleoniche. La madre, invece, era figlia di un noto pittore viennese.
Nel 1863, all'età di undici anni, Franz Conrad von Hötzendorf entrò all'accademia militare di Hainburg an der Donau, per poi passare nel 1867 all'accademia militare Marie-Thérèse di Wiener Neustadt. Il 28 agosto 1871 fu promosso al grado di tenente, per proseguire una rapida e brillante carriera nell'11º battaglione di cacciatori, dal quale uscì dopo tre anni di servizio per frequentare la Kriegsschule di Vienna. Dopo aver completato gli studi alla scuola di guerra con "risultati eccellenti" venne annesso allo stato maggior generale nel 1876. Nel 1878 prese parte all'occupazione della Bosnia ed alla repressione delle rivolte nella Dalmazia meridionale nel 1882, campagne nelle quali si distinse con successo.
Dal 1888 venne impiegato come istruttore di tattica alla Kriegsschule, incarico che mantenne sino al 1892 e che gli diede la possibilità di concentrarsi anche sulla letteratura militare. Nel 1886 Conrad sposò Wilhelmine le Beau, con la quale ebbe quattro figli, e nel 1893 venne nominato colonnello e posto al comando di un reggimento di fanteria di stanza a Troppau. In questi anni maturò la concezione tattica nel ritenere l'attacco superiore alla difesa, in quanto attraverso la concentrazione delle forze nei punti decisivi verso il nemico poteva essere vantaggioso il ruolo di ogni singolo uomo per la vittoria finale, concetti che gli torneranno particolarmente utili durante la grande guerra.
Nel 1899 divenne comandante della 55ª Brigata di fanteria a Trieste e nel 1901, per i meriti acquisiti, venne promosso generale di divisione. Nel 1902, in seguito agli scioperi generali indetti nella città di Trieste, fu tra i protagonisti della violenta repressione, proclamando la legge marziale dura dal 14 febbraio fino al mese di aprile dello stesso anno e l'intervento militare, che fu causa fra la popolazione di decine di morti, diversi centinaia di feriti oltre ad innumerevoli arresti.
Nel 1903 passa al comando dell'8ª Divisione di fanteria di Bolzano. Ricco d'immaginazione, diligente, scrupoloso e fervido lavoratore, von Hötzendorf si distingueva dagli altri ufficiali suoi contemporanei ed attirò l'attenzione dell'arciduca Francesco Ferdinando d'Austria, erede al trono austro-ungarico. Gli sforzi incessanti di Conrad per il rafforzamento ed il riammodernamento dell'esercito austro-ungarico corrispondevano perfettamente alla visione dell'arciduca, che influenzò l'imperatore Francesco Giuseppe a nominare Conrad il 18 novembre 1906 al posto di capo dello stato maggiore delle intere forze armate austro-ungariche. Nel 1918 il suo titolo nobiliare venne elevato da quello di barone (in tedesco Freiherr) a quello di conte (Graf).

### La strage di piazza della Borsa a Trieste
Nel 1902, in seguito agli scioperi generali indetti nella città di Trieste, fu tra i protagonisti della violenta repressione: durante una pacifica manifestazione in Piazza della Borsa diede ordine ai suoi soldati di caricare la folla con le baionette, concludendo l'azione con varie scariche di fucile ad altezza d'uomo; quattordici persone rimasero uccise nell'azione ed oltre 200 ferite.

### Capo di stato maggiore

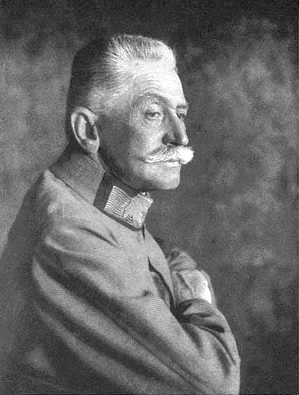
Franz Conrad von Hötzendorf

Con la nomina a capo di stato maggiore dell'Imperial regio esercito austro-ungarico, von Hötzendorf divenne promotore di varie riforme all'interno dell'esercito, nell'ottica del suo ammodernamento e di un ulteriore sviluppo del potenziale bellico dell'impero. D'altro canto, come molti altri ufficiali austro-ungarici della sua generazione, egli aveva scarsa esperienza di combattimento sul campo, ma aveva compiuto studi approfonditi di teoria e tattica, dando alle stampe anche svariate opere d'argomento.
Consapevole della difficile situazione politica e strategica dell'impero, tentò di evitare al suo Paese una guerra su più fronti, pianificando delle offensive preventive: già nel 1908 propose all'imperatore Francesco Giuseppe di assalire l'Italia - alla quale l'Impero austro-ungarico era legato sin dal 1882 dalla Triplice alleanza mentre buona parte dell'esercito italiano era impegnato a prestare soccorso ai terremotati calabresi e siciliani durante il terremoto di Messina e Reggio Calabria. Nel 1911 ripropose una guerra preventiva contro l'Italia, impegnata in Libia, e in seguito contro la Serbia. Secondo lo storico Hew Strachan
Tuttavia, l'imperatore Francesco Giuseppe ed il ministro degli esteri von Aehrenthal si opposero sempre a tali disegni. Falliti questi piani, tentò di spingere l'imperatore a cedere alcuni territori di confine all'Italia, in cambio della neutralità. Per allontanarlo dai disegni della politica, pur riconoscendo il suo valore come militare e stratega, Francesco Giuseppe decise di seguire il consiglio di von Aehrenthal, privando von Hötzendorf del titolo di capo dello stato maggiore generale nel 1911, sostituito da Blasius von Schemua, nominandolo al ruolo di ispettore d'esercito. Dopo le dimissioni del ministro degli esteri e con l'aggravarsi della situazione internazionale, nel 1912 l'imperatore decise di nominare nuovamente von Hötzendorf capo di stato maggiore generale dell'esercito.

### La prima guerra mondiale

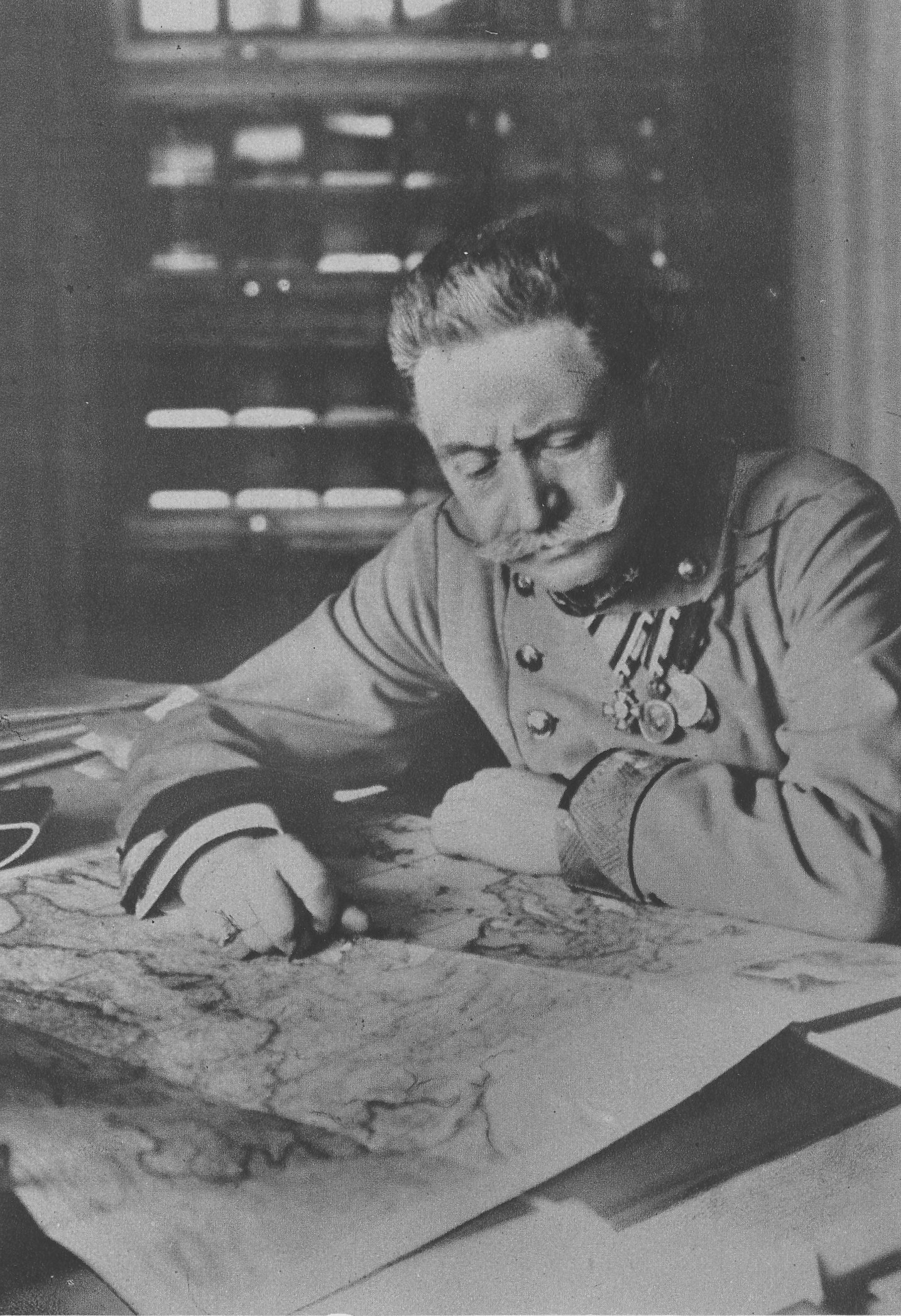
Franz Conrad von Hötzendorf in una foto del 1915

Conrad già in passato aveva proposto, irrealisticamente, piani offensivi grandiosi, senza tener conto delle difficoltà del terreno e del clima e spesso sottovalutando le potenzialità del nemico; questo fu il caso, ad esempio, dell'esercito serbo, che si dimostrò assai più resistente di quello che aveva previsto. Conrad era stato uno dei principali sostenitori della guerra contro la Serbia, in risposta all'assassinio dell'arciduca Francesco Ferdinando a Sarajevo. Egli dimostrò i suoi errori già durante il primo anno di guerra e anche in seguito, in particolare durante la poderosa offensiva lanciata dall'esercito russo nella primavera del 1916, che causò pesantissime perdite agli eserciti degli imperi centrali.
Inoltre, i suoi attacchi contro l'esercito italiano risultarono perlopiù inefficaci e produssero degli enormi costi in termini di perdite umane all'esercito imperial-regio. Quello che doveva essere il suo capolavoro strategico, la Südtiroloffensive contro gli italiani lanciata nel 1916, si dimostrò invece, in gran parte, un fallimento: questo il giudizio del generale tedesco Hans von Seeckt sull'operato di Conrad:
Le forze militari austro-ungariche sotto il comando di Conrad von Hötzendorf persero quasi 1,5 milioni di uomini, e non furono più in grado di attaccare senza gli aiuti tedeschi. La maggior parte delle vittorie dell'Impero austro-ungarico si dovettero, in seguito, soprattutto all'apporto dell'esercito tedesco, dal quale l'esercito imperiale divenne sempre più dipendente. D'altro canto, vari storici lo considerano, ancora oggi, un modello di raffinato stratega, inoltre, secondo alcuni, «il suo nome è ancora oggi notissimo presso le popolazioni austriache, venendo spesso associato a quello di altri celebri condottieri».
Con la morte di Francesco Giuseppe e l'ascesa al trono del nuovo imperatore Carlo I, la posizione di Conrad si fece sempre più delicata. I nuovi indirizzi politici e strategici dell'imperatore si scontravano infatti con l'intransigenza bellicista del vecchio capo di stato maggiore, tuttavia, nei mesi successivi, Conrad fu promosso al grado di feldmaresciallo, diventando uno dei soli tre personaggi dell'Impero austro-ungarico a ricoprire tale grado in quel periodo.
Il 1º marzo 1917 Conrad fu destituito dall'incarico di capo di stato maggiore da parte dell'imperatore Carlo I, che lo sostituì col generale Arthur Arz von Straussenburg, un uomo di basso profilo più adeguato al ruolo di ubbidiente subalterno ricercato dall'imperatore.
Alla base della sostituzione, oltre alle forti divergenze in ambito politico e militare, secondo alcuni storici vi sarebbero anche state motivazioni di natura, per così dire, morale: il nuovo imperatore, infatti, era un fervente cattolico, mentre Conrad, sostanzialmente materialista ed ateo, poteva definirsi un sostenitore del darwinismo sociale. In seguito, Conrad fu nominato comandante dell'Armata del Trentino. Dopo la battaglia del solstizio venne collocato a riposo.

### Gli ultimi anni
Dopo la disfatta nella offensiva austriaca del Grappa e del Piave nel giugno 1918, il 14 luglio 1918 Conrad venne richiamato dal fronte di comando a Eckartsau per ordine dell'imperatore, che, per ricompensarlo comunque dei suoi sforzi ed a riconoscenza del suo alacre impegno per la guerra, gli propose il posto di colonnello delle guardie reali dell'imperatore e lo elevò al rango nobiliare di conte. Caduto in una profonda depressione, però, von Hötzendorf si sentiva fuoriluogo e decise di declinare l'offerta.
Conrad inoltre ebbe in quegli anni profondi problemi anche sul piano personale, in quanto dopo la morte di sua moglie Wilhelmine, madre dei suoi quattro figli (Konrad, Erwin, Herbert e Egon), decise di risposarsi con Virginia von Reininghaus, già madre di sei figli, che aveva corteggiato per otto anni.
Egli accettò il collasso della monarchia austriaca senza particolari emozioni, perché sentiva questo tracollo come già preannunciato per la scarsa voglia di rinnovarsi che l'impero aveva ormai da anni. Conrad si spostò a Innsbruck, ove si dedicò allo studio della filosofia ed all'approfondimento delle religioni, oltre ad iniziare a scrivere alcune delle sue opere autobiografiche. Nel 1922 si trasferì nuovamente a Vienna. Von Hötzendorf morì il 25 agosto 1925 a Bad Mergentheim, nel Württemberg, in Germania, dove si ritirava abitualmente per dei trattamenti termali per lenire i dolori della sua tarda età. La sua salma venne sepolta nel cimitero di Hietzing a Vienna.
Il giorno delle sue esequie, il politico austriaco Otto Bauer espresse questo terribile giudizio sul feldmaresciallo Conrad:

## Opere
- Zum Studium der Taktik Verlag Kreisel u. Kröger.
  - Volume 1: Einleitung und Infanterie. Wien 1898.
  - Volume 2: Artillerie, Cavallerie, vom Gefecht. Wien 1899.
- Aus meiner Dienstzeit 1906-1918. Rikola-Verlag, Wien u.a. 1921 bis 1925:
  - Volume 1: Die Zeit der Annexionskrise 1906-1909.
  - Volume 2: 1910-1912. Die Zeit des libyschen Krieges und des Balkankrieges bis Ende 1912.
  - Volume 3: 1913 und das erste Halbjahr 1914. Der Ausgang des Balkankrieges und die Zeit bis zum Fürstenmord in Sarajevo.
  - Volume 4: 24. Juni 1914 bis 30. September 1914. Die politischen und militärischen Vorgänge vom Fürstenmord in Sarajevo bis zum Abschluß der ersten und bis zum Beginn der zweiten Offensive gegen Serbien und Rußland.
  - Volume 5: Oktober-November-Dezember 1914. Die Kriegsereignisse und die politischen Vorgänge in dieser Zeit.